# Tournée de l'équipe de France de rugby à XV en 2013
L'équipe de France de rugby à XV effectue du 8 au 22 juin 2014 une tournée en Nouvelle-Zélande,,.
Le match contre les Blues est joué par l'équipe de France A. 

## Résultats complets
| No | Date         | Lieu                                               | Match                     | Score   | Compétition |
| -- | ------------ | -------------------------------------------------- | ------------------------- | ------- | ----------- |
| 1  | 8 juin 2013  | Eden Park, Auckland - Nouvelle-Zélande             | Nouvelle-Zélande – France | 23 – 13 | test match  |
| 2  | 11 juin 2013 | North Harbour Stadium, Auckland - Nouvelle-Zélande | Blues – France A          | 15 – 38 | tournée     |
| 3  | 15 juin 2013 | Rugby League Park, Christchurch - Nouvelle-Zélande | Nouvelle-Zélande – France | 30 – 0  | test match  |
| 4  | 22 juin 2013 | Yarrow Stadium, New Plymouth - Nouvelle-Zélande    | Nouvelle-Zélande – France | 24 – 9  | test match  |